# 윌리앙 바르비우
윌리앙 시우바 고미스 바르비우(포르투갈어: William Silva Gomes Barbio 1992년 10월 22일 ~ )는 윌리앙 바르비우라고도 불리는 브라질의 축구 선수로, 포지션은 공격수이다.
K리그 등록명은 바비오이다.